# Phallus flavidus
Phallus flavidus ist eine Pilzart aus der Familie der Stinkmorchelverwandten (Phallaceae). Sie wurde 2009 auf den Seychellen entdeckt.

## Merkmale

### Makroskopische Merkmale
Reife Fruchtkörper gehen aus einem bis zu 2 cm breiten, kugelförmigen „Hexenei“ hervor, dessen Oberfläche hellgrau gefärbt ist und einen Hauch von Orange aufweist. Der Stiel des reifen Fruchtkörpers wird 5–8 cm hoch und 0,8–1,2 cm breit. Er ist zylindrisch (nach oben hin schmaler werdend), schwammig, hohl, cremefarben bis gelblich, aber zur Spitze hin hellorange gefärbt. An der Spitze des Stieles befindet sich ein kegelförmiges, 2,5 × 2 cm großes Hütchen, welches blass orange gefärbt ist, eine netzwerkartige Oberfläche aufweist und von der olivbraunen Gleba bedeckt wird. Die Gleba ist übelriechend und erinnert vom Geruch her an Sperma oder rohe Kartoffeln. Von der Unterseite des Hütchens hängt eine cremefarbene bis gelbe, netzartige Struktur (Indusium) herab, die nicht bis zum Boden reicht.

### Mikroskopische Eigenschaften
Die Sporen sind zylindrisch, glatt und gelblich gefärbt. Sie werden 2,8–3,6 × 1,5–1,8 µm groß.

## Artabgrenzung
Phallus flavidus ähnelt einer Vielzahl tropischer und subtropischer Phallus-Spezies, die sich durch ein gelbes, oranges oder rotes Indusium und einen ebenso gefärbten Pileus auszeichnen:
- Phallus indusiatus f. citrinus aus dem tropischen Indien ist von der Farbe her sehr ähnlich, hat jedoch einen größeren Fruchtkörper und größere Sporen.
- Phallus luteus aus Japan ist ebenfalls sehr ähnlich, wird aber viel größer und hat ein längeres Indusium, das bis zum Boden reicht.
- Phallus multicolor, eine pantropisch verbreitete Art, ist sehr variabel gefärbt. Sowohl der Pileus, der Stiel, als auch das Indusium, das nur selten bis zum Boden reicht, sind gelblich bis orange gefärbt. Die Fruchtkörper sind von mittlerer Größe.
- Phallus cinnabarinus aus Taiwan hat ein zinnoberrotes Indusium und Pileus. Das 10 cm lange Indusium hängt von einem 7–13 cm großen Fruchtkörper herab.

Anders als bei den bereits erwähnten Arten fehlen den Hexeneiern von Phallus flavidus die rosa oder lila Pigmente, die bei den anderen Arten sehr häufig vorkommen.

Alle bereits erwähnten Phallus-Spezies wachsen am Boden. Im Gegensatz dazu stehen Phallus flavocostatus und verwandte Arten (alle ohne Indusium), die auf morschem Holz wachsen und sehr kleine bis zwergenhafte Fruchtkörper haben.

## Ökologie
Phallus flavidus erscheint einzeln oder in kleinen Gruppen am Boden von Ruderalflächen, die mit hohem Gras bewachsen sind.

## Verbreitung
Die Art ist auf den Seychellen beheimatet, konnte aber bisher nur auf der Insel Mahé gefunden werden.

## Wissenswertes
Phallus flavidus ist die kleinste, indusiate Phallus- Art. Phallus rubrovolvatus aus Yunnan hingegen stellt mit einer Höhe von bis zu 33 cm die größte „Schleierdame“ dar. Innerhalb der nicht-indusiaten Phallus- Spezies stellt Phallus pygmaeus aus Brasilien, mit nur 0,5–1 cm Höhe, die kleinste Stinkmorchel dar, während Phallus favosus aus den Bergen Indonesiens bis zu 35 cm hoch wird und somit die größte Art der Gattung Phallus ist.